# Élections constituantes de 1945 en Eure-et-Loir
 (mai 2021).
Si vous disposez d'ouvrages ou d'articles de référence ou si vous connaissez des sites web de qualité traitant du thème abordé ici, merci de compléter l'article en donnant les références utiles à sa vérifiabilité et en les liant à la section « Notes et références ».
Les élections constituantes françaises de 1945 se déroulent le 21 octobre.

## Mode de scrutin
Les députés sont élus selon le système de scrutin proportionnel plurinominal suivant la règle de la plus forte moyenne dans le département, sans panachage ni vote préférentiel.
Il y a 586 sièges à pourvoir.
Dans le département d'Eure-et-Loir, quatre députés sont à élire.

## Élus
Les quatre députés élus sont : 
| Identité          | Parti | Parti        |
| ----------------- | ----- | ------------ |
| Pierre July       |       | UR           |
| Maurice Genest    |       | PCF          |
| Maurice Viollette |       | App. Rad-Soc |
| Émile Vivier      |       | SFIO         |

## Résultats

### Résultats à l'échelle du département
| Liste / Parti  | Liste / Parti                                          | Tête de liste             | Résultats | Résultats | Sièges | Sièges |
| Liste / Parti  | Liste / Parti                                          | Tête de liste             | Voix      | %         |        |        |
| -------------- | ------------------------------------------------------ | ------------------------- | --------- | --------- | ------ | ------ |
|                | Résistant d'action républicaine                        | Pierre July               | 31 837    | 26.33     | 1      |        |
|                | PCF                                                    | Maurice Genest            | 24 748    | 20.47     | 1      |        |
|                | Rassemblement républicain anti-fasciste (App. Rad-Soc) | Maurice Viollette         | 23 539    | 19.47     | 1      |        |
|                | SFIO                                                   | Émile Vivier              | 23 296    | 19,27     | 1      |        |
|                | MRP                                                    | Charles Le Coq de Kerland | 17 478    | 14,46     | -      |        |
|                |                                                        |                           |           |           |        |        |
| Inscrits       | Inscrits                                               | Inscrits                  | 155 464   | 100,00    | 4      |        |
| Votants        | Votants                                                | Votants                   | 125 342   | 80,63     |        |        |
| Blancs et nuls | Blancs et nuls                                         | Blancs et nuls            | 4 443     | 3,54      |        |        |
| Exprimés       | Exprimés                                               | Exprimés                  | 120 899   | 96,46     |        |        |